# Jacques Ibert
Jacques François Antoine Ibert, francoski skladatelj, * 15. avgust 1890, Pariz, Francija, † 5. februar 1962, Pariz. 
Glasbo je študiral na pariškem konservatoriju. Pisal je balete, opere, koncerte, znan pa je tudi kot avtor filmske glasbe. V Mariboru so leta 1974 uprizorili njegovo opero Angelika.

## Opere (izbor)
- Angelika (1927)
- Le Roi d'Yvetot (1930)
- Gonzague (1931)
- L'Aiglon - skupaj z Arthurjem Honeggerjem (1937)
- Barbe-bleue (1943)